# Amphorella hypselia
Amphorella hypselia is een slakkensoort uit de familie van de Ferussaciidae. De wetenschappelijke naam van de soort is voor het eerst geldig gepubliceerd in 1909 door Pilsbry.